# 엘크 힐스 유전

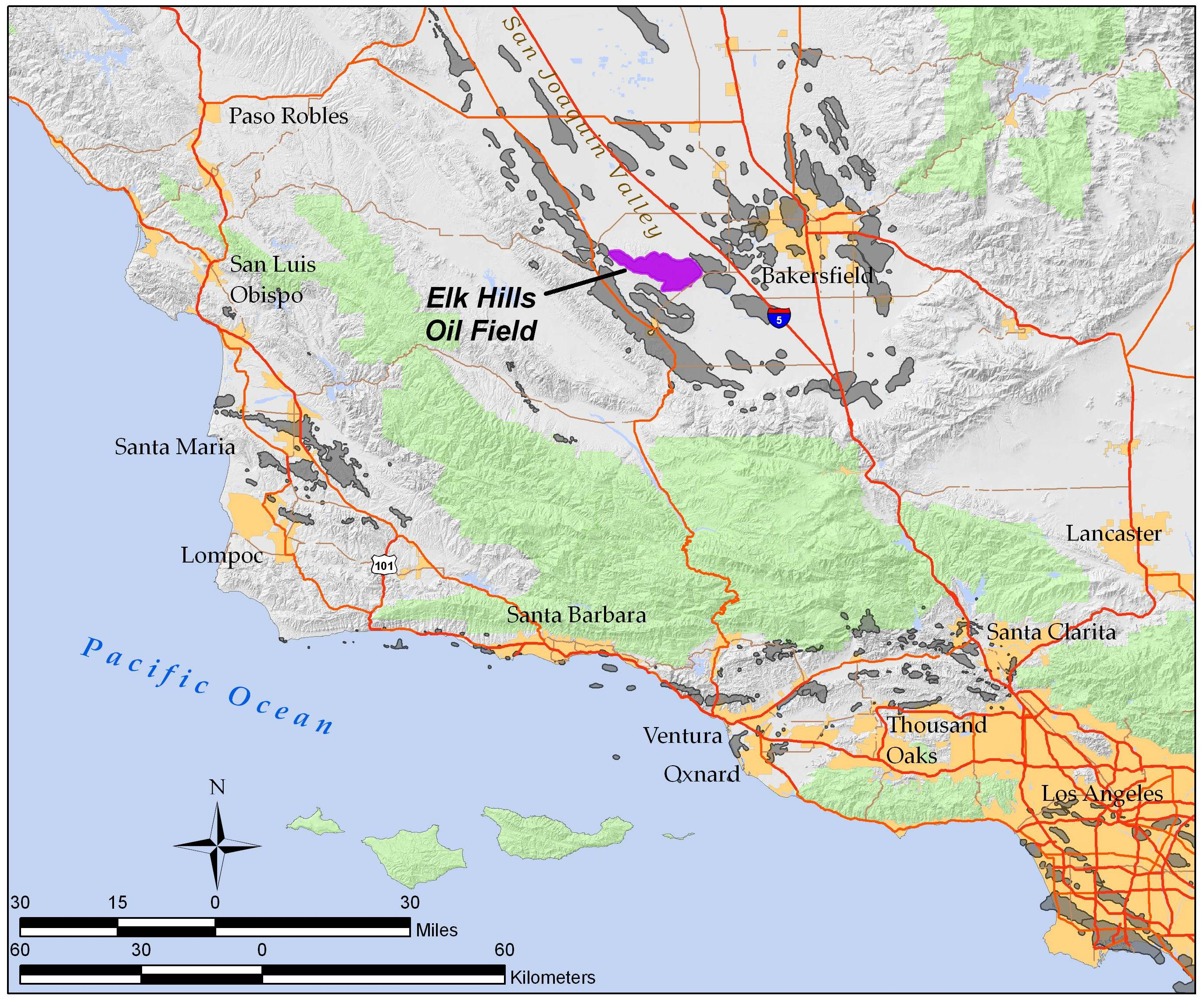
캘리포니아주 엘크 힐스 유전 (자주색). 다른 유전은 회색으로 표시되어 있다.

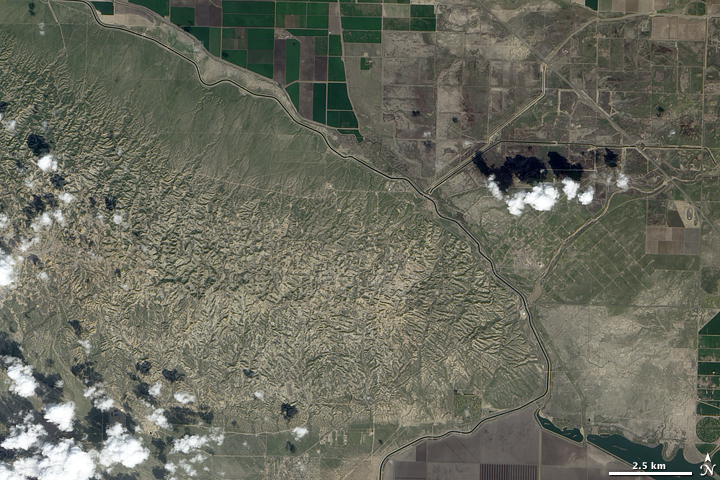
캘리포니아 수로 서쪽에 있는 엘크 힐스 유전.

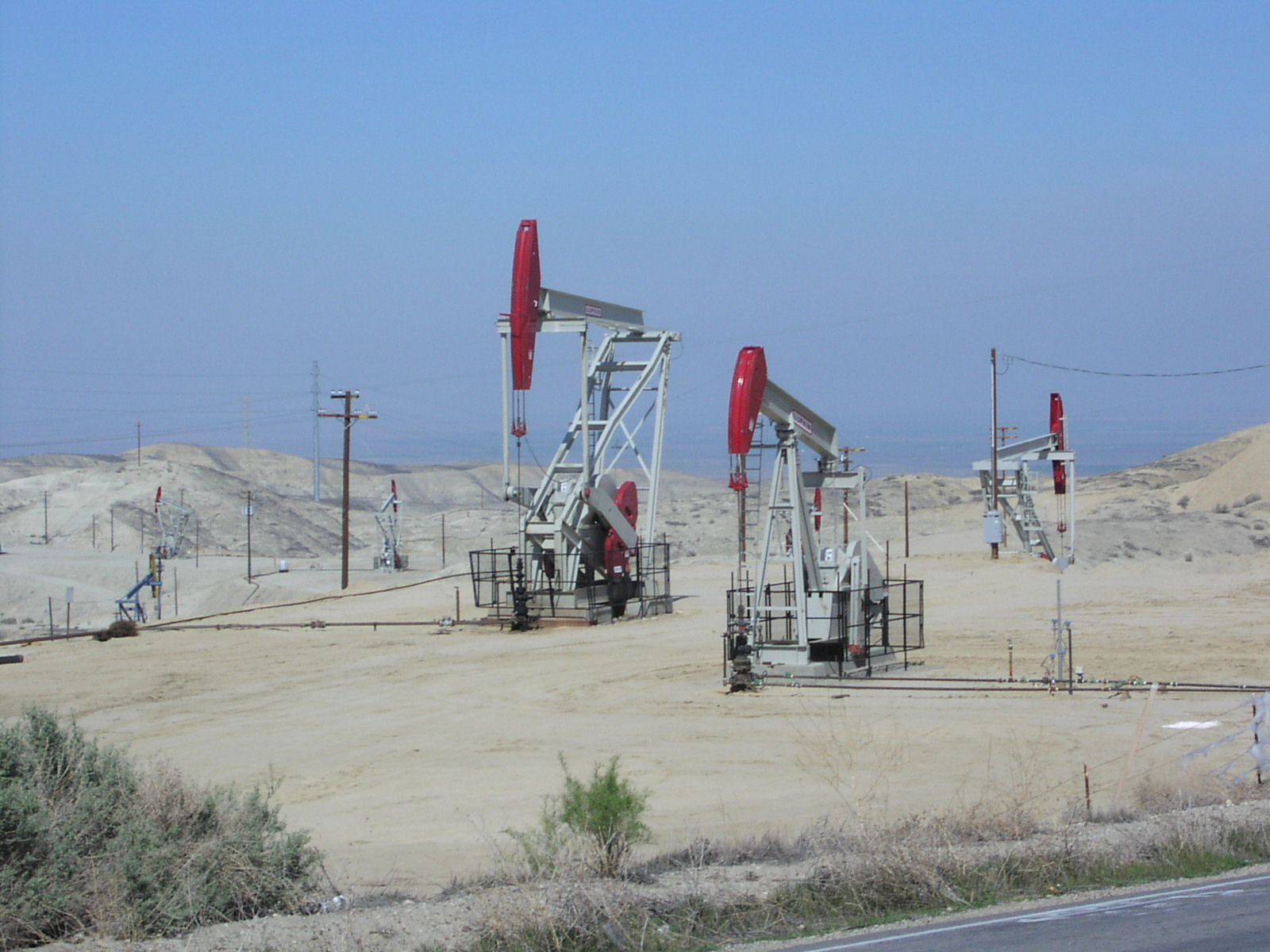
버튼윌로우 남쪽에 있는 옥시덴탈 페트롤리움 활성 유정 3개(노딩 동키 사용).

엘크 힐스 유전(영어: Elk Hills Oil Field, 이전 명칭: 해군 석유 비축지 1호(영어: Naval Petroleum Reserve No. 1))은 미국 캘리포니아주 샌와킨 밸리의 엘크 힐스에 있는 서부 컨군에 위치한 대규모 유전으로, 베이커즈필드에서 서쪽으로 약 20 마일 (32 km) 떨어져 있다. 1911년에 발견되었으며, 2023년 말 기준 누적 석유 생산량은 1.5 십억 배럴 (240,000 dam3)에 가깝고, 누적 석유환산배럴(천연가스 및 컨덴세이트 포함) 생산량은 22억 BOE에 달한다. 이 유전은 캘리포니아에서 다섯 번째로 큰 유전이며, 미국에서 일곱 번째로 생산성이 높은 유전이다.
2023년 말 기준 추정 잔여 매장량은 약 115 백만 배럴 (18,300 dam3)이며, 2,387개의 활성 유정이 있다. 이 유전은 캘리포니아에서 가장 큰 천연가스 생산 유전으로, 발견 이후 4조 세제곱피트 (110 km3) 이상의 가스를 생산했으며, 700십억 세제곱피트 (20,000,000 dam3) 이상의 매장량을 보유하고 있다. 이는 주 내에서 가장 큰 비관련 천연가스 유전인 리오 비스타 가스 유전보다 크다.
이 유전의 주요 운영자는 캘리포니아 리소스 코퍼레이션이다. 이 회사는 2014년 11월에 옥시덴탈 페트롤리움에서 분사되었다.

## 배치
유전은 서쪽에서 동쪽으로 이어지는 낮은 구릉지대인 엘크 힐스 아래에 위치하며, 최고 고도는 1,551 피트 (473 m)이다. 북쪽, 동쪽, 남동쪽으로는 샌와킨 밸리의 농경지가 있으며, 남서쪽으로는 부에나 비스타 밸리가 있다. 그 밸리 건너편에는 태프트 시와 캘리포니아에서 가장 큰 미드웨이-선셋 유전이 있다. 엘크 힐스 서쪽에는 대규모 매키트릭 유전이 있으며, 북서쪽에는 훨씬 더 큰 심릭 유전이 있다. 엘크 힐스는 유전 지대 내의 많은 유전 중 하나일 뿐이지만, 그 경계가 이름을 따온 구릉지의 형태와 일치하기 때문에 지리적으로 독특하다.
일반인의 출입이 통제된 스카이라인 로드는 유전의 긴 축을 따라 이어진다. 이 도로는 매키트릭 근처에서 시작하여 동쪽으로 구릉지의 능선을 따라간다. 이 도로에 수직으로, 길이의 중간쯤에는 태프트 시와 북쪽의 버튼윌로우를 연결하는 엘크 힐스 로드가 있다. 캘리포니아 리소스 코퍼레이션 운영의 3번과 4번 게이트는 능선 정상의 스카이라인 로드와 교차한다.
전반적으로 유전은 구릉지의 능선을 따라 약 14 마일 (23 km) 길이이며, 가장 넓은 지점에서는 약 4 마일 (6.4 km) 너비이다. 생산성이 있는 것으로 간주되는 21,170 에이커 (85.7 km2) 또는 약 33 제곱마일 (85 km2)를 포함한다.

## 지질

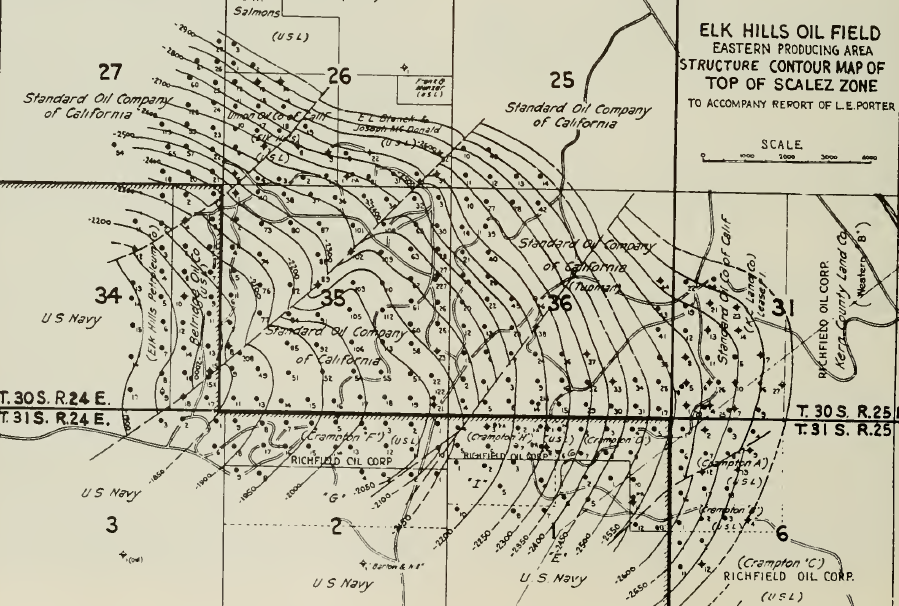
엘크 힐스 유전 구조도

엘크 힐스 유전은 인근의 다른 유전들에 비해 복잡한 층서를 가지고 있으며, 그 중 많은 유전은 단순한 구조적 함정에 있는 단일 대규모 유층이다. 엘크 힐스 유전에서는 지금까지 올리고세부터 플라이스토세에 이르는 연대의 암석 단위에서 13개의 개별 유층이 확인되었다. 가장 얕은 지층인 툴라레 지층은 지하 1,120 피트 (340 m)에서 처음으로 석유가 발견되었으며, 가장 깊은 곳인 템블러 지층의 올리고세 부분에 있는 아구아 유층은 9,500 피트 (2,900 m) 깊이에서 1977년에야 발견되었다.

## 생산 및 정치사
어소시에이티드 오일 컴퍼니는 1911년 6월 "웰 No. 1"을 4,030 피트 (1,230 m) 깊이로 시추하여 이 유전을 발견했다.
그러나 공식적인 "발견" 유정은 1919년 1월 스탠더드 오일("헤이 No. 1")에 의해 시추되었다. 1912년까지 이 유전의 생산량은 미국 해군을 위한 석유의 장기적인 가용성을 우려한 미국 대통령 윌리엄 하워드 태프트가 이 지역을 미국 최초의 해군 석유 비축지로 지정할 만큼 중요하다고 여겨졌다.
먼지 많은 엘크 힐스는 미국 정치사에서 중요한 역할을 했다. 앨버트 B. 폴 내무장관이 1922년 팬 아메리칸 페트롤리움에 이 땅을 개인 대출 무이자로 임대해주면서 티팟 돔 스캔들이 발생하여 워런 G. 하딩 행정부의 명예가 실추되었는데, 이는 오늘날 미국 역사상 가장 부패한 행정부 중 하나로 흔히 간주된다. 1927년 미국 대법원은 이 임대 계약을 무효화하고 엘크 힐스를 미국 정부에 반환했다.
이 유전은 1970년대 중반까지 대부분 개발되지 않은 채 비축지로 남아 있다가, 1973~1974년 아랍 석유 금수 조치에 대응하여 의회가 해군 석유 비축 생산법을 통과시켰다. 1976년 포드 행정부는 시추 및 생산을 다시 허용했다. 윌리엄스 브라더스 엔지니어링 컴퍼니가 운영하는 NPR-1은 1981년에 정점을 찍었으며, 그 해에만 스티븐스 풀에서 42 백만 배럴 (6,700 세제곱데카미터)의 석유를 퍼냈다.
1990년대 중반에 일부 정부 소유지를 민영화하려는 움직임은 1997년에 최고 입찰자인 옥시덴탈 페트롤리움에 비축지가 매각되면서 성공했다. 옥시덴탈은 1998년 초에 운영을 인수하여 그 이후로 주요 운영자가 되었다. 2008년에는 유전에 78%의 지분을 가지고 있었다. 현재 매장량은 캘리포니아 보존부에 따르면 106.554백만 배럴 (16,940.7 세제곱데카미터)의 석유 또는 옥시덴탈 페트롤리움에 따르면 484백만 배럴 (76,900 세제곱데카미터)의 석유환산배럴로 주장된다.

### 2009년 발견
옥시덴탈 페트롤리움은 2009년 컨군에서 35년 만에 가장 큰 육상 석유 및 천연가스 발견을 했다고 발표했다. 옥시덴탈은 위치를 공개하지 않았지만, 주 기록에 따르면 옥시덴탈은 엘크 힐스와 레일로드 갭 유전 사이의 엘크 힐스 유전 북서쪽 끝에서 10 to 12천 피트 (3,000 to 3,700 m) 깊이까지 유정을 시추해 왔다. 옥시덴탈은 새로운 발견이 약 1억 5천만 석유환산배럴(BOE)을 포함하며, 그 중 약 3분의 1이 석유라고 추정했다.

### 2018년 인수
옥시덴탈 페트롤리움에서 분사된 캘리포니아 리소스 코퍼레이션(CRC)은 2018년 4월 엘크 힐스 유전을 가장 큰 규모로 인수했으며, 셰브론으로부터 유전의 나머지 지표권과 광물권을 인수했다.

## 생태
엘크 힐스 지역에 고유한 희귀 식물인 스티로클라인 시트로리움은 유전 지역에만 한정되어 있어 이러한 이름이 붙여졌다.

### 내용주
1. ↑  “CalGEM Data Solutions Dashboard”.
2. 1 2  California Department of Conservation, Oil and Gas Statistics, Annual Report, December 31, 2006, p. 2
3. 1 2  DOGGR, California Oil and Gas Fields, pp. 168-173
4. 1 2  “Occidental Petroleum page on the Elk Hills operation”. 2008년 3월 4일에 원본 문서에서 보존된 문서. 2008년 3월 4일에 확인함.
5. ↑  Porter, Lawrence (1943). 《Elk Hills Oil Field (U.S. Naval Petroleum Reserve No. 1), in Geologic Formations and economic development of the Oil and Gas Fields of California》. San Francisco: State of California Dept. of Natural Resources Division of Mines, Bulletin 118. 512쪽.
6. ↑  “National Affairs: Paired Again”. 《Time》. 1927년 7월 18일  – content.time.com 경유.
7. ↑  Naval Petroleum and Oil Shale Reserves: Ninety Years Ensuring the National Security.
8. ↑  David Brown, "Elk Hills 'secrets' being revealed," AAPG Explorer, November 2009, p.20-26.
9. ↑  HFI Research (2018년 4월 18일). “California Resources Back In Growth Mode - Our Thoughts On The Acquisition”. Seeking Alpha. 2018년 10월 27일에 확인함.
10. ↑  Varian, Ethan (2018년 4월 11일). “California Resources Corp. Buys Remaining Stake in Natural Gas Oil Field”. 《Los Angeles Business Journal》. 2019년 3월 30일에 확인함.
11. ↑  “San Joaquin Valley Endangered Species Recovery Program”.

### 추가 자료
- California Oil and Gas Fields, Volumes I, II and III. Vol. I (1998), Vol. II (1992), Vol. III (1982). California Department of Conservation, Division of Oil, Gas, and Geothermal Resources (DOGGR). 1,472 pp. Elk Hills field information is on pp. 168–173. PDF file available on CD from www.consrv.ca.gov.
- California Department of Conservation, Oil and Gas Statistics, Annual Report, December 31, 2006.
- Center for Public Integrity: timeline of events at Elk Hills